# Мустафа I
Мустафа I, наричан често Мустафа Лудия, е 15-ият султан на Османската империя, управлявал два пъти: в периода 22 ноември 1617 – 26 февруари 1618 г., както и от 20 май 1622 до 10 септември 1623 година.

## Произход и ранни години
Роден в Маниса през 1592 г. като втори син на Мехмед III от абхазката му наложница Халиме Султан, той е помилван от по-големия си брат Ахмед I при възкачването на трона на последния. В разрез със съществувалата дотогава традиция при възцаряването на новия султан да се убиват неговите братя, за да се предотвратят бъдещи претенции за трона и размирици, Ахмед решава да пощади живота на умствено изостаналия си брат  Мустафа. Въпреки това по време на цялото царуване на Ахмед I в продължение на 14 години, Мустафа живее затворен в т.нар „кафез“ – специална клетка в султанския дворец под постоянното наблюдение на стражата, което става причина да заболее психически.

## Управление
През ноември 1617 г. Ахмед I умира и за султан е провъзгласен Мустафа, тъй като е преценено, че ще бъде по-удобен като психически нестабилен за определен кръг влиятелни лица в империята начело с Кьосем султан. Само три месеца по-късно е сменен от сина на Ахмед Осман II. През 1622 г., когато Осман е убит при въстание на еничарите подбудено от Кара Давуд паша, съпруг на една сестра му Диуруба на Мустафа, той е възстановен за кратко на престола до 1623 г.
През септември 1623 г. на престола сяда Мурад IV, а Мустафа отново е затворен в кафез, където прекарва остатъка от живота си. Умира през 1639 г. и дълго време не могат да вземат решение къде да бъде погребан. Тялото му престоява осемнадесет часа, докато накрая е погребано без всякакви почести в „Света София“.
Причината Мустафа да бъде пощаден е обект на спорове и до днес. Според някои историци Ахмед I е обичал брат си прекалено много и не е искал да прибегне до братоубийство. Друга версия твърди, че когато Ахмед I се възкачил на престола още не е било известно дали ще може да има деца поради крехката му възраст (13 години).